# Исаковы (деревня)
 Исаковы  — деревня в Котельничском районе Кировской области в составе Красногорского сельского поселения.

## География
Располагается на расстоянии примерно 3 км по прямой на северо-восток от центра поселения села  Красногорье.

## История
Известна была с 1764 года как починок Созиновской с населением 35 человек, в 1873 году здесь (деревня Созоновская или Исаковы) было учтено дворов 11 и жителей 136, в 1905 20 и 138, в 1926 26 и 150, в 1950 18 и 72, в 1989 году оставалось 6 человек. Настоящее название утвердилось с 1939 года.

## Население
Постоянное население  составляло 3 человека (русские 100%) в 2002 году, 2 в 2010.